# 120218 Richardberry
120218 Richardberry este o planetă minoră (asteroid) din centura de asteroizi. A fost descoperită pe 17 martie 2004 la Catalina Station⁠(d) de Catalina Sky Survey. 
Obiectul prezintă o orbită caracterizată de o semiaxă mare de 1,8694473282106 UAi, o excentricitate de 0,08, o înclinație de 21,7 ° în raport cu ecliptica.